# 維斯貝希
維斯貝希（Wisbech，/ˈwɪzbiːtʃ/）是英格蘭劍橋郡的一個城市。據2011年人口普查，維斯貝希有人口31,573 人。

## 友好城市
- 法國 阿尔勒